# Мориц (курфюрст Саксонии)
Мо́риц Саксонский (нем. Moritz von Sachsen; 21 марта 1521, Фрайберг — 11 июля 1553, Зиверсхаузен (ныне часть Лерте)) — курфюрст Саксонский с 4 июня 1547 из Альбертинской линии династии Веттинов. Старший сын герцога Саксонского Генриха Благочестивого от его брака с Катариной Мекленбургской; брат Августа Саксонского. Выдающийся полководец.

## Биография
В 1541 году наследовал своему отцу в управлении землями Альбертинской линии, выделив некоторую их часть брату своему Августу.
Зависимость, в которой курфюрст Саксонии Иоганн Фридрих хотел держать его, подобно отцу его, Мориц не признал. Хотя он и принадлежал к протестантам, но отказался примкнуть к Шмалькальденскому союзу и с оружием в руках воспротивился произвольным распоряжениям Иоганна-Фридриха в Вурцене, где тот собирал налог на войну с Турцией и изменял церковное устройство. Церковному устройству в своей области Мориц дал прочные основы, учредив в Лейпциге и Мейсене консистории; часть конфискованного монастырского имущества он употребил на улучшение материального положения Лейпцигского университета и на устройство школ в Мейсене, Пфорте и Гримме.

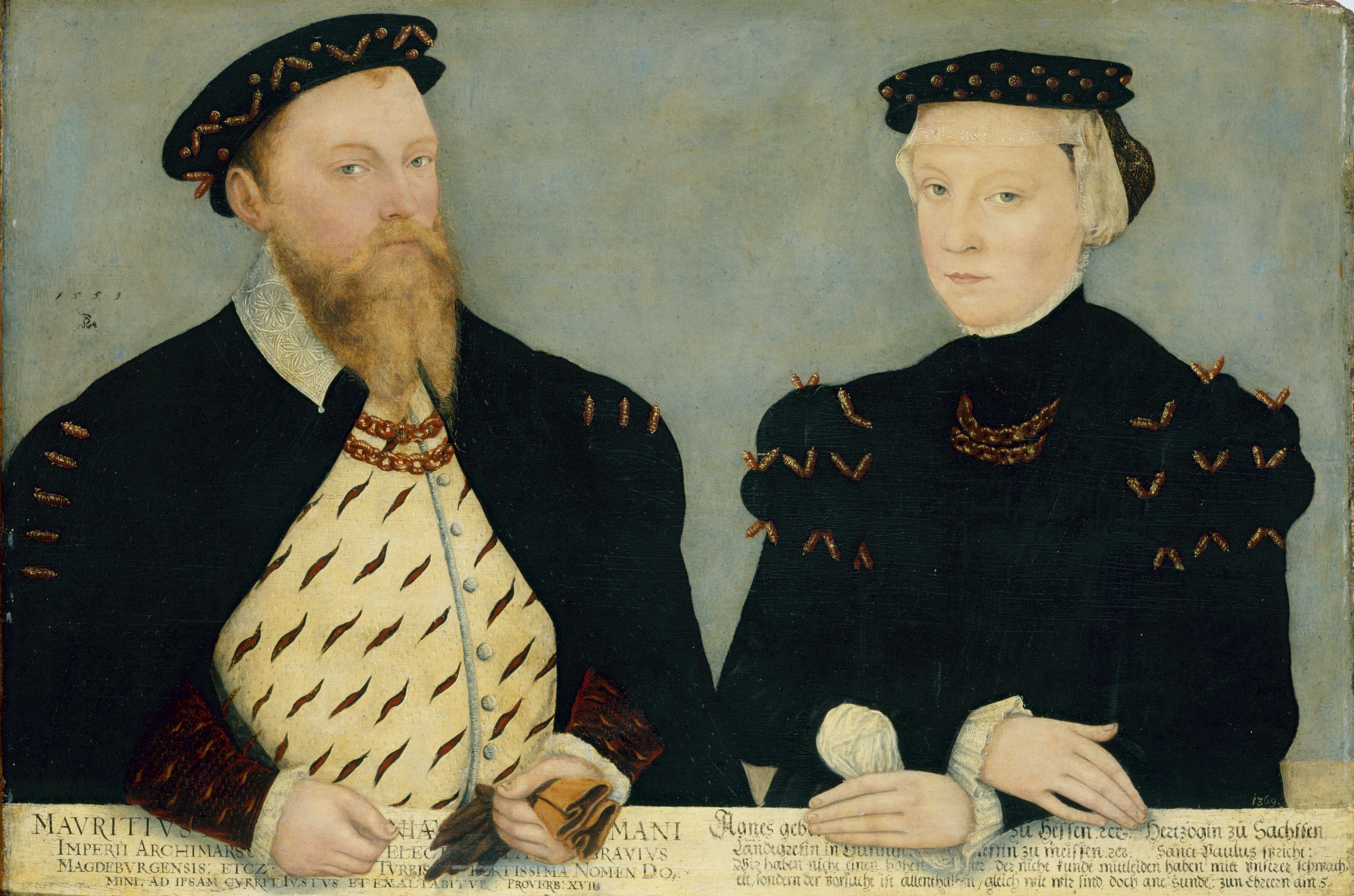
Портрет Морица Саксонского и его супруги Агнессы Гессенской кисти Лукаса Кранаха мл., 1559, Галерея старых мастеров, Дрезден

Честолюбивый и жадный к приобретению новых областей, Мориц уже тогда старался сблизиться с императором Карлом V. В 1542 году он помогал ему против турок в Венгрии; в 1544 году участвовал в войне императора с Францией.
Ближайшую цель его честолюбивых желаний составлял наследственный протекторат над епископствами Магдебургом и Гальберштадтом, но император медлил с его признанием. Лишь 13 января 1546 года состоялось тайное соглашение в Регенсбурге, в котором Мориц за дарование протектората обязывался служить императору во всем; но уже здесь, помимо епископств, Морицу были обещаны земли Эрнестинской линии и титул курфюрста.
1 августа 1546 года император Карл V поручил Морицу привести в исполнение опалу над курфюрстом саксонским. Уверившись в поддержке земских чинов, прикрыв себе тыл союзом с королём Фердинандом, получив от императора формальное обещание саксонского курфюршества, Мориц вторгся в эрнестинскую Саксонию и занял большую часть страны. Иоганн-Фридрих поспешил обратно с берегов Дуная, и Мориц был оттеснён до чешской границы. Однако именно его поддержка обеспечила победу войск католической коалиции в Шмалькальденской войне. Когда курфюрст Саксонии в Виттенбергской капитуляции обязался отказаться от своих земель и от достоинства курфюрста, император 4 июня 1547 года торжественно возвел Морица в сан курфюрста и наградил землями побеждённого Иоганна-Фридриха. Мориц, с своей стороны уступил сыновьям побеждённого несколько округов в Тюрингии.
Мориц, однако, не имел намерения служить императору послушным орудием для подавления протестантизма; напротив, он постарался обеспечить свои приобретения, примирившись со своими единоверцами. Он был оскорблён задержанием в плену своего тестя, ландграфа Филиппа Гессенского, за свободу которого он поручился. Он уклонился от приведения в исполнение аугсбургского интерима введением лейпцигского.

Далее, он очень искусно воспользовался заговором нескольких северогерманских государей против императора, примирился с эрнестинцами, что Карл V считал делом невозможным, и в тайном договоре во Фридевальде 5 октября 1551 года заручился помощью французского короля Генриха II, согласившись на занятие тем епископств Мец, Туль, Верден и Камбре.

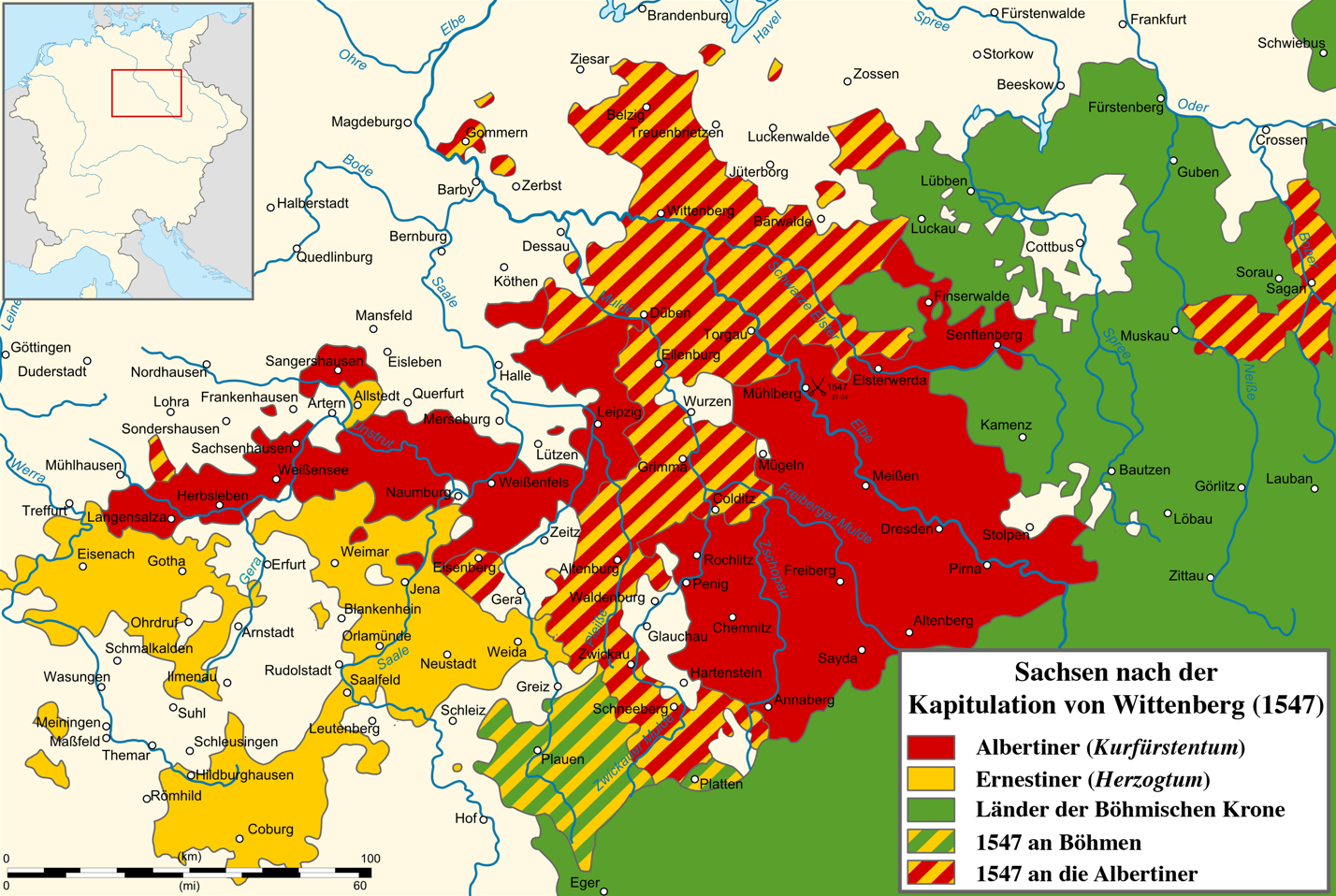
Передел Саксонии после Виттенбергской капитуляции 1547 г. (красно-желтое — к Альбертинам, желто-зелёное — к Чехии)

 Исполнение опалы против Магдебурга дало ему желанный предлог для скрытия своих военных подготовлений. Когда они были закончены, Мориц в марте 1552 года быстро повёл своё войско через Тюрингию в Южную Германию, из Аугсбурга издал манифест о причинах своего возмущения и заставил застигнутого врасплох императора бежать через Инсбрук в Филлах и начать переговоры.

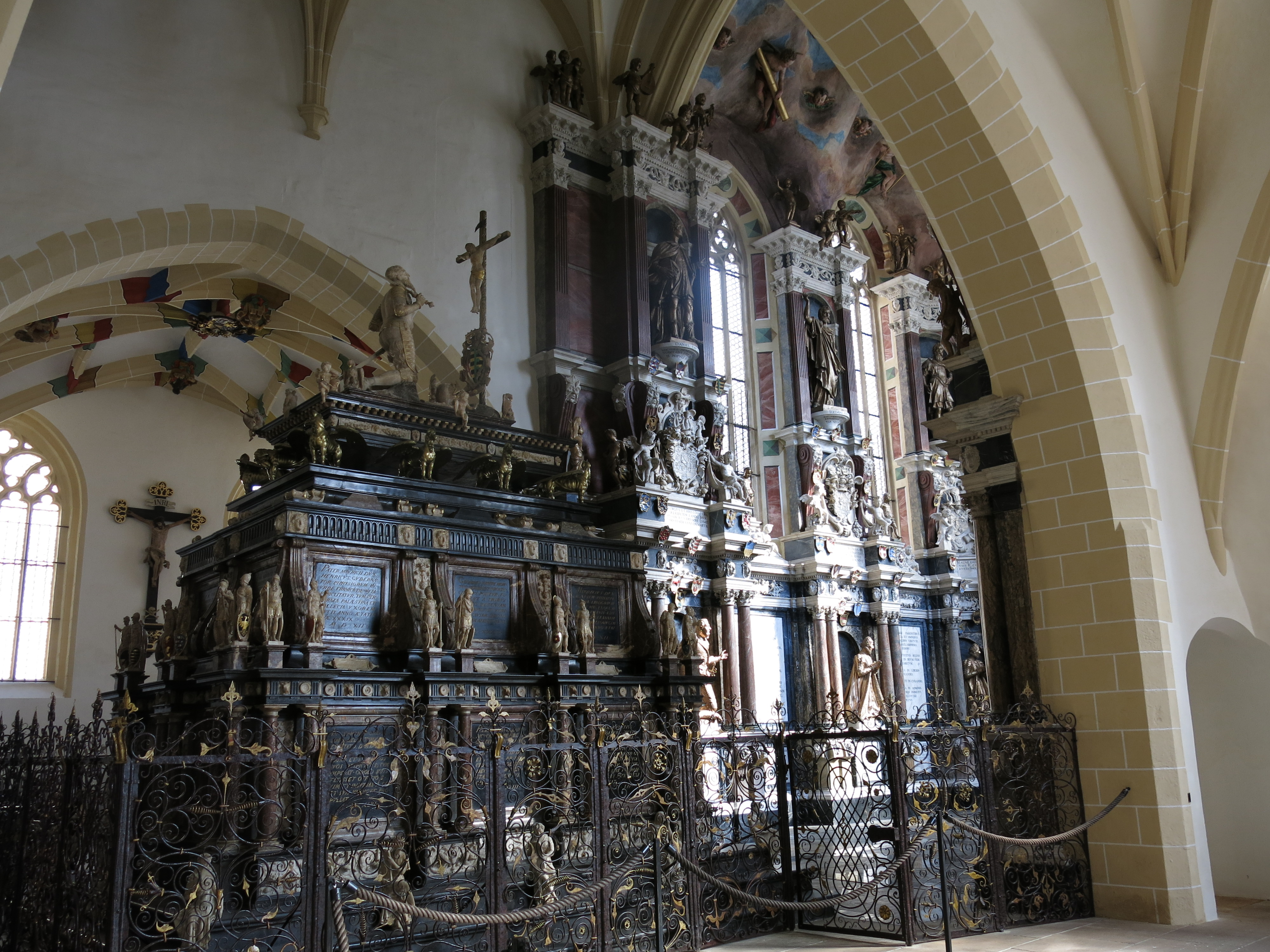
Могила Морица в Фрайбергском соборе

Они привели в начале 1552 года к Пассаускому договору. В этом договоре Мориц добился освобождения своего двоюродного брата Иоганна Фридриха, «прирождённого курфюрста», и ландграфа Филиппа Гессенского. Таким образом, дальнейшее существование Реформации в Германии было гарантировано. После этого Мориц оказал помощь императору против турок в Венгрии.
Когда бывший участник похода Морица против императора маркграф Альбрехт Бранденбург-Кульмбахский, не признавая Пассауского договора, продолжал войну на свой страх и вызвал подозрения, что он желает быть орудием мести императора против Морица, последний вступил в союз с франконскими епископами и с Генрихом Младшим Брауншвейгским и 9 июля 1553 года разбил маркграфа при Зиверсхаузене. После ожесточенной битвы маркграф сдался, однако Мориц был тяжело ранен ядром и умер 11 июля 1553 года в возрасте 31 года. В результате курфюршеское достоинство перешло к его брату Августу, убеждённому протестанту.

## Семья
В 1541 году Мориц женился на Агнессе Гессенской (1527—1555)
В браке родились дети:
- Анна (1544—1577), с 1561 года замужем за Вильгельмом I Оранским (1533—1584)
- Альберт (1545—1546)